# Yuting
Yuting är en köping i östra Kina. Den ligger i Yi härad i staden Huangshan i provinsen Anhui, omkring 230 kilometer söder om provinshuvudstaden Hefei. Antalet invånare är 8 078. Befolkningen består av 3 899 kvinnor och 4 179 män. Barn under 15 år utgör 13,0 %, vuxna 15-64 år 76 %, och äldre över 65 år 10,0 %.